# Dusmetia cardinalis
Dusmetia cardinalis är en stekelart som beskrevs av Hoffer 1969. Dusmetia cardinalis ingår i släktet Dusmetia och familjen sköldlussteklar.
Artens utbredningsområde är:
- Tjeckien.
- Slovakien.

Inga underarter finns listade i Catalogue of Life.